# Eleonora Bentivoglio
Eleonora Bentivoglio, född 1470, död 1540, var en italiensk adelskvinna, dam av Sassuolo 1499–1501 som gift med herr Giberto III Pio av Sassuolo. Hon var ställföreträdande regent i Sassuolo för sin son Alessandro Pio av Sassuolo under hans minderårighet 1501–1505, och för sin sonson Giberto II Pio av Sassuolo under hans minderårighet 1517–1525.